# Supercoppa del Giappone
La Supercoppa del Giappone, denominata Fuji Xerox Super Cup (富士ゼロックススーパーカップ?, Fuji zerokkusu sūpā kappu) per ragioni di sponsorizzazione, è un torneo calcistico riservato alle squadre vincitrice della massima serie e del torneo nazionale giapponese. Fondata nel 1977 come torneo organizzato dall'allora massimo livello calcistico nazionale (Japan Soccer League), si disputa con regolarità a partire dal 1994, dopo l'introduzione del professionismo nel calcio giapponese.

## Storia e formato

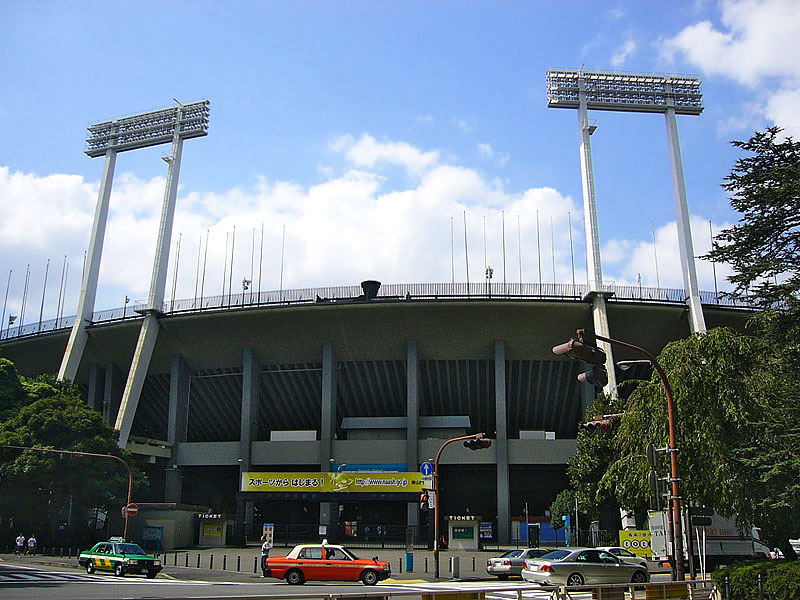
Il National Stadium di Tokyo, luogo di svolgimento del torneo

Il torneo si svolge in una gara unica (generalmente programmata per il mese di febbraio), dove si affrontano la vincitrice della J. League Division 1 e della Coppa dell'Imperatore: se la detentrice del campionato ottiene il double vincendo campionato e coppa nazionale, il posto originariamente destinato alla vincitrice di quest'ultimo torneo viene occupato dalla finalista. In caso di parità dopo i tempi regolamentari, l'incontro viene prolungato ai tempi supplementari e, se il risultato non viene sbloccato, ai tiri di rigore. La vincitrice del campionato otterrà, assieme al titolo di detentrice del torneo, un premio di 50 milioni di yen.
Nel corso della propria storia il torneo ha subìto soltanto alcune leggere variazioni, relative al periodo e al luogo di svolgimento: fra il 1977 e il 1981 la competizione si svolgeva come incontro valevole per la prima giornata della Japan Soccer League (che si teneva solitamente ad aprile, allo stadio Nagai di Osaka) con la squadra vincitrice che, oltre ad ottenere il trofeo, guadagnava il numero di punti stabilito dal regolamento del torneo. Le successive edizioni si tennero invece al National Stadium di Tokyo, svincolate dal campionato. Fra il 1984 e il 1994 il torneo non fu disputato, per poi essere ripreso in occasione dell'avvento del professionismo nel calcio giapponese: vennero mantenute nello stesso luogo (con le sole edizioni 2005 e 2011 ad essere disputate nel Nissan Stadium di Yokohama) e modalità di svolgimento delle edizioni precedenti.

## Albo d'oro

### Japan Soccer League
| Anno | Vincitori della Japan Soccer League | Risultato            | Vincitori Coppa dell'Imperatore |
| ---- | ----------------------------------- | -------------------- | ------------------------------- |
| 1977 | Furukawa Electric                   | 3 - 2                | Yanmar Diesel                   |
| 1978 | Fujita Kogyo                        | 1 - 5                | Yanmar Diesel                   |
| 1979 | Mitsubishi HI                       | 0 - 0 3 - 1 (d.c.r.) | Toyo Kogyo                      |
| 1980 | Fujita Kogyo                        | 1 - 2                | Mitsubishi HI                   |
| 1981 | Yanmar Diesel                       | 0 - 0 3 - 2 (d.c.r.) | Mitsubishi HI                   |
| 1982 | Fujita Kogyo                        | 0 - 2                | Nippon Kokan                    |
| 1983 | Mitsubishi HI                       | 3 - 0                | Yamaha Motors                   |
| 1984 | Yomiuri                             | 2 - 0                | Nissan Motors                   |

### J. League
| Anno | Vincitori della J. League | Risultato            | Vincitori Coppa dell'Imperatore |
| ---- | ------------------------- | -------------------- | ------------------------------- |
| 1994 | Verdy Kawasaki            | 2 - 1                | Yokohama Flügels                |
| 1995 | Verdy Kawasaki            | 2 - 2 4 - 2 (d.c.r.) | Shonan Bellmare                 |
| 1996 | Yokohama Marinos          | 0 - 2                | Nagoya Grampus                  |
| 1997 | Kashima Antlers           | 3 - 2                | Verdy Kawasaki                  |
| 1998 | Júbilo Iwata              | 1 - 2                | Kashima Antlers                 |
| 1999 | Kashima Antlers           | 2 - 1                | Shimizu S-Pulse                 |
| 2000 | Júbilo Iwata              | 1 - 1 3 - 2 (d.c.r.) | Nagoya Grampus                  |
| 2001 | Kashima Antlers           | 0 - 3                | Shimizu S-Pulse                 |
| 2002 | Kashima Antlers           | 1 - 1 4 - 5 (d.c.r.) | Shimizu S-Pulse                 |
| 2003 | Júbilo Iwata              | 3 - 0                | Kyoto Purple Sanga              |
| 2004 | Yokohama F·Marinos        | 2 - 2 4 - 5 (d.c.r.) | Júbilo Iwata                    |
| 2005 | Yokohama F·Marinos        | 2 - 2 4 - 5 (d.c.r.) | Tokyo Verdy                     |
| 2006 | Gamba Osaka               | 1 - 3                | Urawa Reds                      |
| 2007 | Urawa Reds                | 0 - 4                | Gamba Osaka                     |
| 2008 | Kashima Antlers           | 2 - 2 3 - 4 (d.c.r.) | Sanfrecce Hiroshima             |
| 2009 | Kashima Antlers           | 3 - 0                | Gamba Osaka                     |
| 2010 | Kashima Antlers           | 1 - 1 5 - 3 (d.c.r.) | Gamba Osaka                     |
| 2011 | Nagoya Grampus            | 1 - 1 3 - 1 (d.c.r.) | Kashima Antlers                 |
| 2012 | Kashiwa Reysol            | 2 - 1                | FC Tokyo                        |
| 2013 | Sanfrecce Hiroshima       | 1 - 0                | Kashiwa Reysol                  |
| 2014 | Sanfrecce Hiroshima       | 2 - 0                | Yokohama F·Marinos              |
| 2015 | Gamba Osaka               | 2 - 0                | Urawa Reds                      |
| 2016 | Sanfrecce Hiroshima       | 3 - 1                | Gamba Osaka                     |
| 2017 | Kashima Antlers           | 3 - 2                | Urawa Reds                      |
| 2018 | Kawasaki Frontale         | 2 - 3                | Cerezo Osaka                    |
| 2019 | Kawasaki Frontale         | 1 - 0                | Urawa Reds                      |
| 2020 | Yokohama F·Marinos        | 3 - 3 2 - 3 (d.c.r.) | Vissel Kōbe                     |
| 2021 | Kawasaki Frontale         | 3 - 2                | Gamba Osaka                     |
| 2022 | Kawasaki Frontale         | 0 - 2                | Urawa Reds                      |
| 2023 | Yokohama F·Marinos        | 2 - 1                | Ventforet Kofu                  |
| 2024 | Vissel Kōbe               | 0 - 1                | Kawasaki Frontale               |
| 2025 | Vissel Kōbe               | 0 - 2                | Sanfrecce Hiroshima             |

## Copertura televisiva
Fino al 1995 Fuji TV deteneva i diritti di trasmissione del torneo, successivamente sono stati assegnati a Nippon Television.